# Speocera debundschaensis
Speocera debundschaensis là một loài nhện trong họ Ochyroceratidae. Loài này phân bố ở Kameroen.